# Janja Gora
Janja Gora is een plaats in de gemeente Plaški in de Kroatische provincie Karlovac. De plaats telt 118 inwoners (2001).